# Platycupes sogdianus
Platycupes sogdianus is een keversoort uit de familie Cupedidae. De wetenschappelijke naam van de soort is voor het eerst geldig gepubliceerd in 1966 door Ponomarenko.